# Годбу, Аделяр
Жозеф-Аделяр Годбу, фр. Joseph-Adélard Godbout (24 сентября 1892, Сент-Элуа, Квебек — 18 сентября 1956) — квебекский агроном и политик, премьер-министр Квебека дважды: на короткий срок в 1936 г., а также с 1939 по 1944 г. Лидер Либеральной партии Квебека.

## Молодость
Аделяр Годбу родился в Сент-Элуа в Низовье Святого Лаврентия. Его отец, Эжен Годбу, был фермером и депутатом от Либеральной партии Квебека с 1921 по 1923 г., его мать звали Мари-Луиз Дюре.
Учился в Семинарии г. Римуски, в Сельскохозяйственном училище в Сент-Анн-де-ла-Покатьер (fr:Sainte-Anne-de-la-Pocatière), а также в en:Amherst College в Массачусетсе (США). После этого преподавал в Сельскохозяйственном училище в Сент-Анн-де-ла-Покатьер с 1918 по 1930 г. С 1922 по 1925 г. работал агрономом в Министерстве сельского хозяйства.
Был избран по округу Иле от Либеральной партии Квебека на выборах 13 мая 1929 г., впоследствии переизбирался в 1931 и 1935 гг. Занимал должность министра сельского хозяйства в правительстве Луи-Александра Ташро с 27 ноября 1930 г. по 27 июня 1936 г.

## Премьер-министр
Годбу был назначен премьер-министром Квебека после падения правительства Луи-Александра Ташро 27 июня 1936 г. в результате коррупционного скандала. На фоне этого скандала Годбу проиграл состоявшиеся в том же году квебекские выборы партии Национальный союз Мориса Дюплесси, что положило конец 39-летнему периоду власти либералов в Квебеке (1897—1936).
Несмотря на поражение, Годбу сохранил пост лидера Либеральной партии Квебека и вернулся к власти в 1939 г. Его правительство национализировало компанию Montreal Light, Heat and Power и основало Hydro-Québec, предоставило женщинам право голоса и ввело закон об обязательном школьном образовании.

## В оппозиции
На квебекских выборах 1944 г. потерпел поражение от партии Мориса Дюплесси, несмотря на то, что в абсолютном исчислении его партия получила больше голосов. Противники обвинили его в том, что он поддерживал воинский призыв, который объявил в 1944 г. премьер-министр Канады Уильям Лайон Макензи Кинг.
Возглавил оппозицию после поражения на квебекских выборах 1948 г., когда он потерял место в собственном округе с небольшой разницей голосов. В 1949 г. Годбу был избран в Сенат Канады по рекомендации канадского премьер-министра Луи Сен-Лорана и оставался в этой должности до своей смерти в 1956 г. Погребён на кладбище в городке Фрелисгбюр (fr:Frelighsburg).

## Последствия политики Годбу
С точки зрения современных историков, Аделяр Годбу был одним из важных предшественников прогрессизма, заложивший основы будущей тихой революции 1960-х гг. Во время нахождения у власти правительство Годбу приняло беспрецедентные в истории Квебека законы: о праве голоса для женщин (1940), об обязательном школьном образовании до достижения 14 лет и о бесплатном начальном школьном образовании. Также правительство добилось принятия нового Закона о трудовых отношениях, где было закреплено право работников на создание профсоюзов (синдикатов), а также о национализации ряда влиятельных монреальских электрических компании и создании вместо них Hydro-Québec, полномочия которого ещё более расширились в 1960-е гг. при премьерах Рене Левеке и Жане Лесаже.
Чаще всего Годбу критикуют за слабую позицию по вопросам об автономии Квебека и квебекском национализме. В частности, в 1940 г. он уступил по вопросу о конституционной передаче вопроса о трудовом страховании федеральному правительству, а также по вопросу о введении налогов военного времени, который лишил провинцию фискальной автономии. Обычно это объясняют сильной позицией федерального правительства У. Л. Макензи Кинга, учитывая, что последний оказал значительную поддержку Либеральной партии Квебека в ходе квебекских выборов 1939 г. Другие историки объясняют это тем, что Годбу осознавал важность мер военного времени.
Годбу до сих пор сравнительно малоизвестен в Квебеке, несмотря на свои достижения. В 2000 г. Жан Годбу, сын его двоюродной сестры, снял о нём документальный фильм «Предатель или патриот».